# 688 Melanie
Melanie (asteróide 688) é um asteróide da cintura principal com um diâmetro de 41,4 quilómetros, a 2,3314132 UA. Possui uma excentricidade de 0,1361205 e um período orbital de 1 619,38 dias (4,44 anos).
Melanie tem uma velocidade orbital média de 18,13049699 km/s e uma inclinação de 10,24579º.
Esse asteróide foi descoberto em 25 de Agosto de 1909 por Johann Palisa.